# Conus miliaris
Espèce
Statut de conservation UICN

 LC  : Préoccupation mineure
Conus miliaris est une espèce de mollusques gastéropodes marins de la famille des Conidae.
Comme toutes les espèces du genre Conus, ces escargots sont prédateurs et venimeux. Ils sont capables de « piquer » les humains et doivent donc être manipulés avec précaution, voire pas du tout.

## Description
La taille d'une coquille adulte varie entre 12 mm et 43 mm. La spire est plus ou moins surélevée, striée ou parfois presque lisse, avec ou sans tubercules. Le verticille est strié, la strie généralement granuleuse vers la base, et parfois sur toute la surface. La couleur de la coquille est jaunâtre ou châtain clair ou grisâtre, diversement nuancée de châtain plus foncé ou d'olive, souvent irrégulièrement rayée de clair au milieu, et sous la flèche, et entourée de taches châtaignes sur les stries. L'intérieur est chocolat, avec une bande centrale blanche. Il existe une variation considérable dans la hauteur et le couronnement de la flèche, ainsi que dans la couleur et le motif des marques. 

## Distribution
Conus miliaris est une espèce à large répartition, et apparemment partout commune. Elle est présente dans des environnements d'eaux peu profondes tropicales à subtropicales depuis la mer Rouge et les côtes orientales de l'Afrique dans l'océan Indien occidental (Aldabra, archipel des Chagos, Kenya, Madagascar, le bassin des Mascareignes, Maurice, Mozambique et Tanzanie) jusqu'à Queensland et Sala y Gómez dans le sud-est du Pacifique (mais pas au large des îles Galápagos, des îles Marquises et de Hawaï); au large de l'Australie (Nouvelle-Galles du Sud, Territoire du Nord, Queensland, Australie occidentale).

### Niveau de risque d’extinction de l’espèce
Selon l'analyse de l'UICN réalisée en 2011 pour la définition du niveau de risque d'extinction, cette espèce est présente dans toute la région indo-pacifique, à l'exception d'Hawaï et des îles Marquises. C. m. pascuensis ne se trouve que sur Queensland et Sala y Gomez, un mont sous-marin-île situé à 390 km à l'est de Queensland. Il est très commun dans les eaux peu profondes de sa vaste aire de répartition. Il n'y a pas de menaces majeures connues. Cette espèce est classée dans la catégorie "préoccupation mineure".

## Taxonomie

### Publication originale
L'espèce Conus miliaris a été décrite pour la première fois en 1792 par le conchyliologiste danois Christian Hee Hwass dans « Encyclopédie méthodique ou par ordre de matières Histoire naturelle des vers - volume 1 » écrite par le naturaliste français Jean-Guillaume Bruguière (1750-1798),.

### Synonymes
- Conus (Virroconus) miliaris Hwass, 1792 · appellation alternative
- Conus barbadensis Hwass, 1792 · non accepté
- Conus miliaris  var. minor Couturier, 1907 · non accepté
- Conus minimus  var. granulatus G. B. Sowerby I, 1834 · non accepté
- Conus scaber Kiener, 1847 · non accepté
- Miliariconus miliaris (Hwass, 1792) · non accepté

### Sous-espèces
- Conus miliaris miliaris Hwass, 1792
- Conus miliaris pascuensis Rehder, 1980
- Conus miliaris var. minor Couturier, 1907, accepté en tant que Conus miliaris Hwass, 1792